# Manuel Homem
Manuel Gomes da Conceição Homem (Cabinda, 24 de Novembro de 1979) é um engenheiro e político angolano. Foi nomeado, por decreto presidencial, como Ministro do Interior em 2024, função que ocupa até a presente data, deixando a função de Governador Provincial de Luanda.
É, ainda, o 1º Secretário Provincial do Movimento Popular de Libertação de Angola (MPLA) em Luanda.

## Biografia
Manuel Homem frequentou o ensino básico no município de Cacongo, na província de Cabinda, e o ensino médio na província de Luanda no Instituto Médio Normal de Educação "Garcia Neto", na especialidade de bioquímica. Completou o curso de engenharia informática de sistemas na Universidade Privada de Angola (UPRA). Depois, titulou-se mestre em sistemas informáticos e formação em gestão de projectos. 
Em 1996, ingressou na Juventude do Movimento Popular de Libertação de Angola (JMPLA), a ala jovem do MPLA, tendo sido entre 2009 e 2014, membro do Comité Nacional da JMPLA. Com a realização do VII Congresso Extraordinário em 2020, foi eleito membro do Comité Central e membro do Bureau Político do MPLA.
De 1999 a 2010 Professor de Ensino Médio nas Especialidades de Química e Informática, e, de 2009 à 2015, docente universitário de engenharia informática na Universidade Lusíada de Angola e na Universidade Privada de Angola.
Entre 2013 e 2016 foi Director Geral do Centro Nacional das Tecnologias de Informação (CNTI), sendo designado, em seguida, como Director Geral do Instituto Nacional de Fomento da Sociedade da Informação (INFOSI), cargo que ocupou por um ano. Entre 2017 e 2020 ocupou o cargo de Secretário de Estado para as Tecnologias de Informação, uma subpasta do Ministério das Telecomunicações, Tecnologias de Informação e Comunicação Social (MINTTICS). Entre 2020 e 2022 serviu como Ministro das Telecomunicações, Tecnologias de Informação e Comunicação Social.
Foi eleito e cumpriu o mandato de 1º Secretário Provincial do MPLA em Luanda entre 2022 e 2024. Em setembro de 2022, assumiu as funções de Governador Provincial de Luanda.
Em 2024, assumiu as funções de Ministro do Interior.